# Čakanovce, Košice-okolie
Čakanovce este o comună slovacă, aflată în districtul Košice-okolie din regiunea Košice. Localitatea se află la altitudinea de 279 m deasupra n.m., se întinde pe o suprafață de 9,62 km2 și în 2017 număra 689 de locuitori.

## Istoric
Localitatea Čakanovce este atestată documentar din 1276.

## Demografie
| An:                | 1994 | 2004    | 2014    | 2024    |
| ------------------ | ---- | ------- | ------- | ------- |
| Număr de persoane: | 462  | 559     | 654     | 761     |
| Diferență:         |      | +20,99% | +16,99% | +16,36% |

| An:                | 2023 | 2024   |
| ------------------ | ---- | ------ |
| Număr de persoane: | 734  | 761    |
| Diferență:         |      | +3,67% |